# Ансон, Александр Антонович
Александр Антонович Ансон (также известен под псевдонимами А. Красный и А. Абов; 11 октября 1890, Лифляндская губерния, Российская империя — 4 октября 1938, Новосибирск, СССР) — советский журналист, историк, энциклопедист, общественный и политический деятель.

## Биография
Родился 11 октября 1890 года в Лифляндской губернии. Из семьи учителя. В 1914 году окончил юридический факультет Императорского Юрьевского университета. С 1915 года служил в армии рядовым. В 1916 году, окончив в Москве военное училище, был командирован как прапорщик в Канск (Енисейская губерния), где участвовал в революционной деятельности.
С наступлением Февральской революции работал секретарём Канского совета рабочих и солдатских депутатов. В октябре 1917 года вступил в РСДРП(б), с июля этого года занимал должность секретаря военного Окружного бюро советов Восточной Сибири, позже — председателя Военно-окружного комитета советов Восточной Сибири, трудился в Центросибири.
После Чехословацкого мятежа был помещён в тюрьму. С 1918 по 1919 год скрывался среди большевиков-подпольщиков.
В 1920 году назначен редактором уездной газеты «Красная звезда» (Канск). С октября 1921 года — на посту секретаря Канского уездного комитета РКП(б). Принимал участие в Х съезде РКП(б)
и подавлении Кронштадтского восстания. Получил в награду серебряные часы от Реввоенсовета республики.
С декабря 1921 года — руководитель агитационно-пропагандистского отдела Енисейского губкома РКП(б) и губполитпросвета; параллельно занимался редактированием газеты «Наша деревня» и журнала «Известия Енисейского губкома РКП(б)». Состоял в редколлегии «Красноярского рабочего».
С марта 1923 года заведовал Сибполитпросветом, был заместителем заведующего Сибоно (позднее Сибкрайоно).
Для газеты «Советская Сибирь» и журнала «Просвещение Сибири» создал большое число публикаций на тему работы в школе. Участвовал в формировании общества «Долой неграмотность!» и был в составе Сибирского отделения этой организации (заместитель председателя). В 1928—1931 годах — редактор детского журнала «Товарищ». Совместно с М. М. Басовым редактировал новосибирский журнал «Книжная полка». В «Сибирских огнях» сочинял статьи о революционных событиях и гражданской войне в Сибири.
Занимался составлением и редактированием исторических и географических учебных пособий о Сибири.
Входил в группу партруководителей и организаторов выпуска Сибирской советской энциклопедии, занимал должность заместителя ответственного редактора М. М. Басова, а потом и Б. З. Шумяцкого. Кроме того, Ансон был автором многочисленных статей и заметок для ССЭ и редактировал её общественно-политические разделы. В 1928 году он де-факто стал первым ответственным лицом по работе над энциклопедией в Новосибирске.
В 1929 году начал проявлять себя партийным консерватором, призывал остерегаться «буржуазных и мелкобуржуазных» воззрений в области культуры и общественных наук. После 1933 года этот консервативный настрой в его деятельности принял ещё более отчётливые формы.
С августа 1928 года вступил в должность заместителя заведующего Сибкрайиздата, работал в составе редколлегии журнала «Сибирские огни».
В 1930 году был уполномоченным по хлебным и мясным заготовкам в Томском районе.
Исполняющий обязанности председателя оргкомитета по формированию Западно-Сибирского краевого отделения Союза советских писателей (1933—1934). С 1933 по 1938 год — руководитель книготорговых организаций Западной Сибири (краевого отделения Книгоцентра, позднее — КОГИЗа). В 1937 — исполняющий обязанности ответственного редактора «Сибирских огней».
6 июля 1938 года арестован, 4 октября этого года расстрелян.